# 6 Dywizja Piechoty (powstanie listopadowe)
6 Dywizja Piechoty – polski związek taktyczny, utworzony po wybuchu powstania listopadowego.

## Skład i obsada personalna

### Dowódcy
- gen. bryg. Julian Bieliński[1] - 12 sierpnia 1831 - 18 września 1831

### Struktura organizacyjna
- 1 brygada — pułkownik Wacław Sierakowski[1]
  -  1 pułk piechoty liniowej
  -  17 pułk piechoty liniowej
- 2 brygada — pułkownik Franciszek Młokosiewicz[1]
  -  5 pułk piechoty liniowej
  -  11 pułk piechoty liniowej